# Edmund Allenby

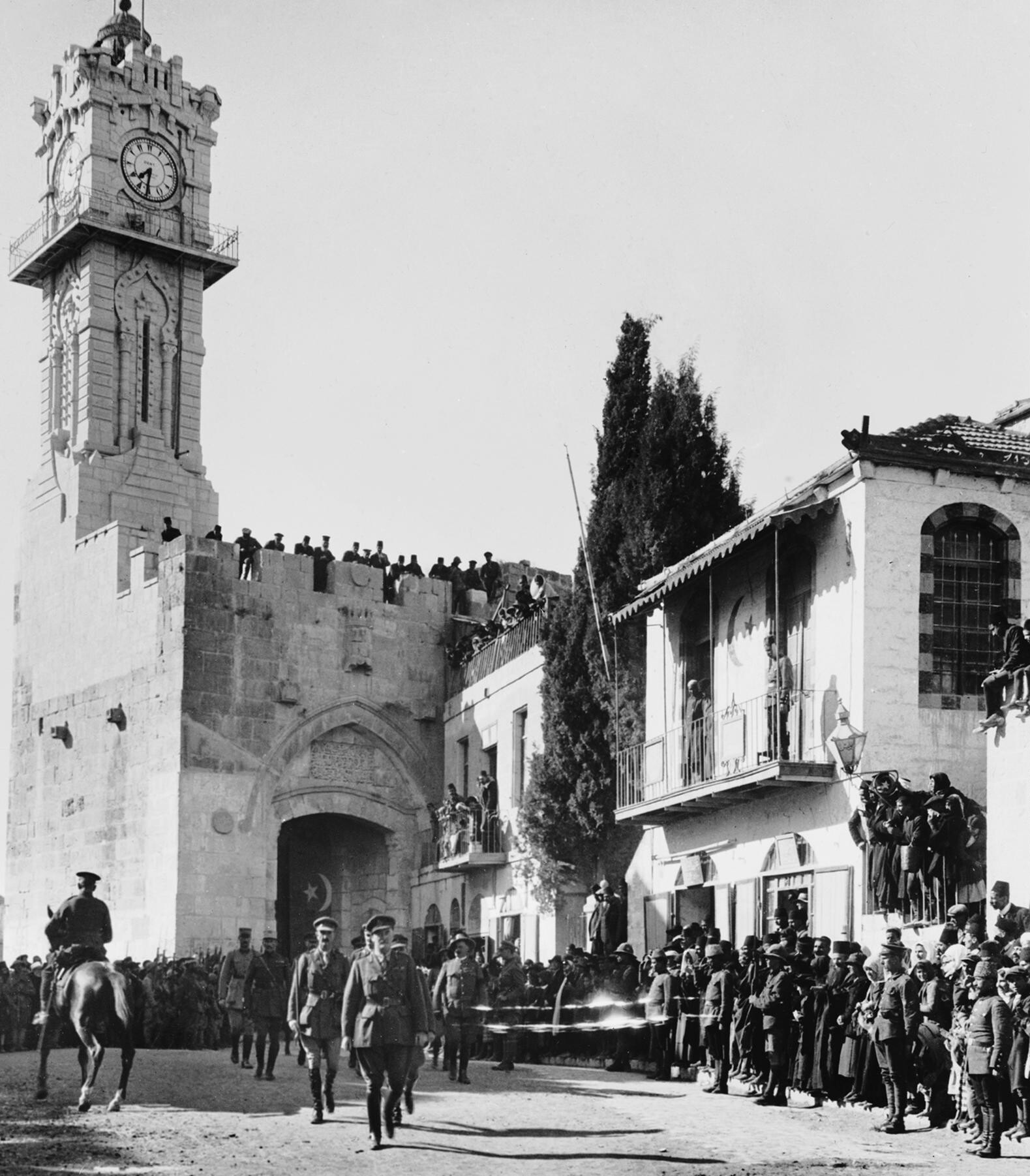
Historische foto van de intocht van Allenby in Jeruzalem in 1917

Edmund Henry Hynman Allenby, 1e viscount Allenby GCB, GCMG, GCVO (Brackenhurst (Southwell) , 23 april 1861 - Londen, 14 mei 1936) was een Britse militair, die vooral bekend is van zijn rol in de Eerste Wereldoorlog. Hierin leidde hij de Egyptian Expeditionary Force in de verovering van Palestina en Syrië. 
Allenby, bijgenaamd "Bloody Bull", was mogelijk een van de succesvolste Britse generaals tijdens de Eerste Wereldoorlog. Hij maakte handig gebruik van strategieën gebaseerd op zijn kennis opgedaan in de Tweede Boerenoorlog. Hij combineerde luchtaanvallen, infanterie en cavalerie tot wat velen zien als een voorloper van de Blitzkrieg.

## Biografie

### Jonge jaren
Allenby werd geboren in Brackenhurst, Nottinghamshire, en studeerde aan het Haileybury College. Hij had in zijn jeugd nog niet de intenties militair te worden. In 1880 deed hij examen voor de Koninklijke Militaire Academie Sandhurst. Na 10 maanden aan Sandhurst kwam hij terecht bij de  6th (Inniskilling) Dragoons.
In 1882 voegde hij zich bij zijn regiment in Zuid-Afrika. Hij diende in de Beetsjoeanaland-expeditie van 1884 – 1885. In 1889 werd hij adjudant van het regime. Hij ontwikkelde al snel een reputatie als streng bevelhebber. In 1890 keerde hij terug naar Engeland met zijn eenheid. 
In 1894 deed Allenby tevergeefs examen voor het Staff College in Camberley. Een jaar later slaagde hij wel. Allenby ontwikkelde tijdens zijn verblijf aan het college een passie voor dichtkunst, botanie, reizen en ornithologie. In 1897 werd Allenby gepromoveerd tot majoor.

### Boerenoorlog
Toen de Tweede Boerenoorlog uitbrak, werd Allenby teruggestuurd naar zijn regiment. Met hen vertrok hij naar Kaapstad. Tijdens de Britse Zwarte Week werd Allenby benoemd tot tweede bevelhebber van de Inniskillings, en naar Naauwpoort gestuurd om zich bij de eenheid van Majoor-Generaal John French te voegen. Allenby en zijn manschappen namen deel aan de gevangenneming van Piet Cronjés troepen bij Paardeberg. In maart 1900 leidde Allenby zijn troepen in de laatste aanval op Bloemfontein. Toen de eerste bevelhebber van de Inniskillings gewond naar huis moest worden afgevoerd, kreeg Allenby volledig bevel over de Inniskillings. Toen de oorlog ten einde liep, was Allenby gepromoveerd tot kolonel.

### Eerste Wereldoorlog
In 1902 keerde Allenby terug naar Engeland, alwaar hij het bevel kreeg over de 5th Royal Irish Lancers. In 1905 werd hij benoemd tot brigadegeneraal en in 1909 tot generaal-majoor.  
Tijdens de Eerste Wereldoorlog diende Allenby aanvankelijk aan het Westfront. Hij was lid van de British Expeditionary Force die bij het uitbreken van de oorlog naar Frankrijk werd gestuurd.  Vanwege zijn aandeel in de Slag bij Mons, werd Allenby benoemd tot commandant van het cavaleriekorps. Tijdens de Slag bij Arras in 1917 faalden Allenby's troepen in het forceren van een doorbraak. Allenby werd hierop vervangen als commandant door Julian Byng en zelf naar Egypte gestuurd als bevelhebber van de Egyptian Expeditionary Force. Allenby won hier al snel het respect van de mannen door de troepen aan de frontlinie geregeld op te komen zoeken. Ook liet hij zijn hoofdkwartier verplaatsen naar Rafah om beter toezicht te kunnen houden op de gevechten.
Allenby reorganiseerde de troepen en won met hen de derde slag bij Gaza. Op 9 december 1917 namen Allenby en zijn troepen Jeruzalem in. Hoewel hij commandant van de afdeling cavalerie was, besloot Allenby zijn intocht in Jeruzalem niet te paard maar te voet te doen, uit respect voor Jeruzalems status als heilige stad voor het christendom, de islam en het jodendom.
Vanwege de gevechten aan het westerse front kon Allenby echter geen versterking krijgen. Zijn troepen slaagden er niet in Amman in te nemen. Pas toen nieuwe troepen arriveerden uit onder andere Australië en Nieuw-Zeeland hervatte Allenby zijn opmars door Afrika en Oost-Azië. Op 30 oktober 1918 gaf Turkije zich over aan de Britse troepen.

### Latere jaren
Allenby werd in 1919 benoemd tot veldmaarschalk. Hij bleef tot 1925 in het Midden-Oosten als commissaris voor Egypte. Dat jaar ging hij uit actieve dienst. Hij ontving veel onderscheidingen waaronder de Amerikaanse Army Distinguished Service Medal.

## Nasleep
Een kopermijnstad in Canada werd vernoemd naar Allenby. Verder zijn een weg in het Engelse Aldershot en een wijk in de Australische stad Adelaide naar hem vernoemd. 
Ook in Israël zijn vernoemingen en andere vormen van eerbetoon aan Allenby te vinden, zoals de Allenbybrug over de Jordaan.

## Militaire loopbaan
- Second Lieutenant: 10 mei 1882[1]
- Lieutenant:
- Captain: 10 januari 1888[2]
- Major: 19 mei 1897[3]
- Brigade-Major: maart 1898[4]
- Lokaal Lieutenant-Colonel: 1 januari 1901[5]
- Lokaal Colonel: 29 april 1901[6]
- Lieutenant-Colonel: 2 augustus 1902[7]
- Titulair Colonel: 22 augustus 1902[7]
- Inhoudelijk de rang van Colonel:[8]
- Tijdelijk Brigadier-General: 19 oktober 1905[8]
- Major-General: 10 september 1909[9]
- Tijdelijk Lieutenant-General: 10 oktober 1914[10]
- Inhoudelijk de rang van Lieutenant-General: 1 januari 1916[11]
- General: 3 juni 1917[12]
- Field Marshal: 31 juli 1919[13]

## Onderscheidingen
- Ridder Grootkruis in de Orde van Sint-Michaël en Sint-George op 17 december 1917[14]
- Ridder Grootkruis in de Orde van het Bad op 5 november 1918[15]
- Ridder Commandeur in de Orde van het Bad op 18 februari 1915[16]
- Lid in de Orde van het Bad op 26 juni 1902[17]
- Burggraaf Allenby van Meggido en Felixstowe in het graafschap van Suffolk op 18 oktober 1919[18]
- Ridder van Jusititie in de Orde van Sint-Jan op 19 juni 1925[19]
- Ridder van Gratie in de Orde van Sint-Jan op 21 december 1917[20]
- Ridder Grootkruis in de Koninklijke Orde van Victoria op 4 juni 1934[21]
- Grootofficier in het Legioen van Eer op 18 maart 1915[22]
- Oorlogskruis (België) op 11 maart 1918[23]
- Grootkruis in de Orde van de Witte Adelaar (met Zwaarden) op 10 september 1918[24]
- Grootkruis in de Orde van de Verlosser op 10 oktober 1918[25]
- Croix de guerre 1914-1918 op 11 maart 1919[26]
- Army Distinguished Service Medal op 12 juli 1919[27]
- Grootofficier in de Militaire Orde van Savoye op  21 augustus 1919[28]
- Grootkruis in de Orde van de Kroon van Roemenië op 20 september 1919[29]
- Orde van Wen-Hu
  - Der Eerste Klasse op 17 februari 1920[30]
- Order of the Renaissance
  - Der Eerste Klasse met Briljanten op 5 maart 1920[31]
- Orde van Michaël de Dappere
  - Der Eerste Klasse op 7 mei 1920[32]
- Grootlint in de Orde van de Rijzende Zon op 21 januari 1921[33]
- Grootkruis in de Paulownia-Zonneorde op 20 januari 1922[34]
- Grootkruis in de Leopoldsorde (Mil.) op 23 maart 1935[35]
- Grootofficier in de Leopoldsorde (Mil.) op 26 juli 1917[36]
- Overwinningsmedaille (Verenigd Koninkrijk)
- Britse Oorlogsmedaille
- 1914-15 Ster
- Koningin´s Zuid-Afrika Medaille